# 李家維
李家維（Chia-Wei Li，1953年9月17日—）台灣生物學家，澎湖縣人，曾任國立自然科學博物館館長、遠流出版公司《科學人》台灣中文版總編輯，現任教於國立清華大學生命科學系。

## 經歷
李家維於1953年生於澎湖縣，初中時遷往台中市。1975年畢業於國立中興大學植物學系，1977年獲得國立臺灣大學海洋研究所碩士，1983年獲得加州大學聖地牙哥分校斯克利普斯海洋研究所博士學位。1985年回到臺灣以後進入國立清華大學生命科學系任教，並曾經擔任該校生命科學研究所所長、分子與細胞生物研究所所長、主任秘書，且曾經在1995到1996年和2002到2005年間擔任國立自然科學博物館第二任和第四任館長。在2019年於韓國瑜競選總統期間，擔任韓國瑜國政顧問團環保與生態組顧問。現擔任清華學院院長、台灣中文版《科學人》雜誌總編輯（2002年至2021年）、國立自然科學博物館文教基金會董事長、辜嚴倬雲植物保種基金會執行長等職務。

## 學術專長
細胞生物學、生態學、演化生物學、顯微鏡學、生物礦化。

## 榮譽與獎項
- 國立中興大學第十四屆傑出校友[2]
- 國立清華大學特聘教授。
- 韓國瑜國政顧問團環保與生態組顧問

## 個人興趣
- 李家維喜歡種植蘭花等各種植物，並在苗栗縣南庄鄉有個人溫室[3]。
- 李家維個人收藏大量生物化石和標本[4]。

## 家庭
李家維已婚，妻胡蝶蘭教授，育有二子

## 外部連結
- 李家維個人網頁 （页面存档备份，存于）
- 清華大學李家維網頁 （页面存档备份，存于）

| 教育職務           | 教育職務                                                   | 教育職務          |
| ------------------ | ---------------------------------------------------------- | ----------------- |
| 國立自然科學博物館 |                                                            |                   |
| 前任： 漢寶德      | 國立自然科學博物館館長 第二任 1995年7月1日 - 1996年8月31日 | 繼任： 彭鏡毅代理 |
| 前任： 謝豐國代理  | 國立自然科學博物館館長 第四任 2002年7月3日 - 2005年7月2日  | 繼任： 周文豪代理 |